# Карриаку и Малый Мартиник
Карриаку и Малый Мартиник (англ. и фр. Carriacou et La Petite Martinique — Карриаку э Ла Птит Мартиник) — это зависимая территория Гренады, лежащая к северу от острова Гренада и к югу от Сент-Винсента и Гренадин.
Остров Карриаку является самым крупным островом архипелага Гренадины в цепи Наветренных островов. Остров занимает 34 км², население составляет 6,081 человек. Основные населенные пункты на острове: Хиллсборо, L' Esterre, Харви Вале, и Windward.
Соседний остров Малый Мартиник находится в 2½ милях от Карриаку и тоже является частью Гренады. Остров имеет размер в 2,37 км² и население 900 человек, что меньше, чем Карриаку. Жители этого острова живут за счёт производства лодок, рыбалки и мореплавания. Карриаку и Малый Мартиник известны своей регатой и деревней Village Maroon.

## География
Карриаку, также известный как «Остров рифов» (англ. Land of Reefs), является самым крупным островом архипелага Гренадины и характеризуется холмистой местностью, переходящей в песчаные пляжи. Остров составляет около 16 километров в длину от мыса Пегас на юге и до мыса Ган на севере.
На острове есть несколько естественных гаваней, много коралловых рифов и маленьких прибрежных островов.
Самая высокая точка на острове — Северный Мыс Хай, имеет высоту 291 метр над уровнем моря. На Карриаку нет рек, жители используют дождевую воду. Есть два сезона: сухой сезон и сезон дождей. Сухой сезон продолжается с января по июнь, когда пассаты влияют на климат. Климат тропический.

## Климат
Сухой сезон с января по июнь, сезон дождей с июля по декабрь.
| Температура | °C    | °F    |
| ----------- | ----- | ----- |
| Суша        | 27—32 | 80—85 |
| Море        | 26—30 | 78—82 |

## Фестивали
На Карриаку и Малом Мартинике проводятся четыре основных культурных фестиваля. Карнавал организовывается в феврале или в начале марта. Регата Карриаку проводится в первые выходные августа, на ней проводятся гонки между лодками построенными на Карриаку. В 2005 году регата отпраздновала своё сорокалетие. Паранг — фестиваль рождественской музыки — проходит в неделю, предшествующую Рождеству. Фестиваль Village Maroon длится круглый год, начиная с 2000 года. И наконец, набирающий популярность Carriacou Maroon & String Band — музыкальный фестиваль, проводящийся каждый год в последнюю неделю апреля. В неделю Троицы на Малом Мартинике проводится ежегодная регата.

## Почтовые марки
Гренада с 1973 года эмитировала знаки почтовой оплаты для всех островов принадлежащей ей части Гренадин, что обозначалось на соответствующих почтовых марках как Grenada Grenadines. С 1999 года (начиная с  (Sc #2117)) Гренада выпускает для своей зависимой территории особые марки, на них имеется надпись Grenada / Carriacou & Petite Martinique. Сюжеты описываемых почтовых марок как правило носят развлекательный характер. Они действительны для оплаты почтовых услуг на всей территории государства и для заграничной корреспонденции.

## Панорама

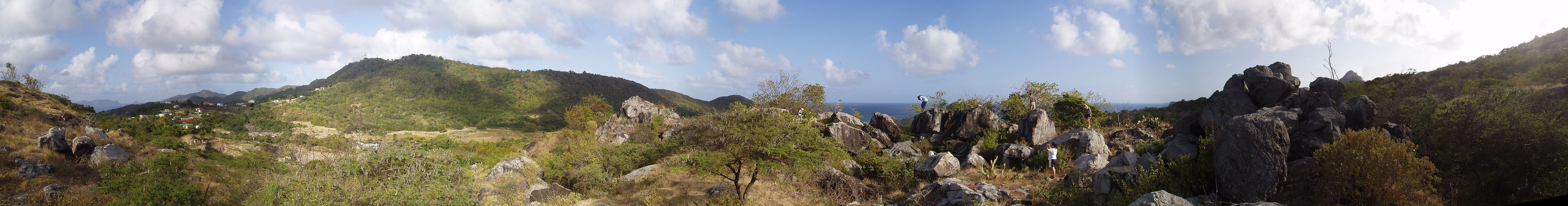
Панорамный вид на Карриаку